# アストンマーティン・シグネット
シグネット（CYGNET ）は、イギリスの自動車メーカー、アストンマーティンがかつて販売していたハッチバックタイプのコンパクトカー（マイクロクーペ）。トヨタ・iQをベースとしている。

## 概要
アストンマーティンの車種体系は大型のスポーツカーやGTカーが中心であるが、将来的に環境性能（CAFE）に優れた小型車をラインナップする必要があると判断され、トヨタ自動車との連携によって誕生したのがシグネットである。
2007年、GAZOO Racingの活動の一環としてニュルブルクリンク24時間レースに出場した豊田章男が、当時アストンマーティンのCEOを務めていたウルリッヒ・ベッツと同じピットになったことから交流を深め、両社の提携に至った。シグネットのベースにiQが選ばれた理由は、「シャシー性能の高さ」「サイズ」「高い安全性」「プロポーション」の4つがアストンマーティンの提唱する高級小型車像にマッチしたためである。
iQの完成車両を日本のトヨタ高岡工場より輸送した後、ボディの内外装を分解し、1台1台職人の手作業によりシグネットへとカスタマイズする方法が採られており、完成には1台あたり約150時間を要する。

## メカニズム
基本骨格はiQと共通であるが、ルーフ、左右ドア、リアフェンダーを除く外板パネル全てが専用設計である。フロントにはアストンマーティンのアイデンティティーである「ブライトフィニッシュグリル」が装着され、エンジンフードにはDBSと共通のエアインテークを追加。フロントフェンダー（スカットル上部）にもエアアウトレットを設けられ、iQとは異なる外観意匠としている。リアコンビランプも当時のDBシリーズと共通イメージのU字型となっているが、DB各車が内側に開いているのに対し、シグネットは外側に開いている。
インテリアも同様にiQをベースとするが、アストンマーティンならではのクラフトマンシップを取り入れてスポーティ性と高級感を演出し、赤色をベースに黒色を組み合わせた本革のシート表皮とトリムをはじめとして、センタークラスターの一部もアストンマーティンらしさを打ち出したダッシュボードとの連続性のあるものに変更されている。
前後サスペンションや、1NR-FE型 1.3 L 直列4気筒エンジン、6速MTまたはCVTが設定されるなど、シャシやパワートレインはiQと同一である。ただし、消音材の追加やエンジンマウントの変更によって静粛性の向上が図られている。

## V8シグネット
2018年7月、シグネットのワンオフモデルとなる「V8シグネット」が発表された。顧客の要望によってアストンマーティンのパーソナライズ部門「Q by Aston Martin」により製造され、V8ヴァンテージSに搭載されている4.7リットルのV8エンジンを搭載し、最高出力は430BHP、最大トルク490Nm、0-100km/hの加速は4.2秒、最高速度は274km/h。4点式ハーネスを備えたバケットシートやFIAに準拠した消火システム、ヴァンテージの計器クラスタ取り入れた別注のカーボンファイバー複合計器パネルが内装に採用され、同時に前輪駆動から後輪駆動に変更されるなど、量産モデルとは異なるサーキット走行を意識した仕様となっている。

## 歴史
- 2009年6月29日 - コンセプトカーとして概要を発表。クリエイティブで環境に優しく、小型車でありながらプレステージ性を付加することで高い存在感を発揮することを目標に製作された。また同日、トヨタ側もトヨタ・モーター・ヨーロッパ（TME）を通じて、アストンマーティンにiQをOEM供給すると発表した。
  - 12月16日 - 量産仕様の写真を初公開するとともに概要を発表。
- 2011年1月 - 市販仕様発表。同年4月から生産開始。あわせて、生産開始記念モデル「Launch Editions」を発表した。価格は30.995ポンド（約409万円）から。 
  - 7月 - フランスのアパレルブランド「コレット」とのコラボレーションで製作された世界限定14台の「シグネット＆コレット」を発表。エクステリアをライトニングシルバーで塗装し、フロントバンパーとボンネットにブルーのストライプが、ドアミラーとアルミホイールにもブルーのアクセントが添えられている。一方、インテリアはチョコレートブラウンのレザートリムを基調とし、サンバイザーもアルカンターラで仕上げられる。英国での価格は48.995ポンド（約620万円）より。
  - 10月25日 - 日本および香港にて計50台限定で販売することを発表し、「Launch Edition White」と「Launch Edition Black」の2種を設定。日本での価格は475万円〜[3]
- 2013年9月 - 生産終了。[4]
  - 12月 - 販売終了。